# Droga wojewódzka nr 948
Droga wojewódzka nr 948 (DW948) – droga wojewódzka o długości 40 km łącząca Oświęcim z Żywcem, położona w województwach: małopolskim oraz śląskim.

## Miejscowości leżące przy trasie DW948
- Oświęcim (DK44)
- Grojec (DW949)
- Nowa Wieś
- Kęty (DK52)
- Kobiernice
- Międzybrodzie Bialskie
- Czernichów
- Żywiec (DW946)